# Stojkovići (Foča-Ustikolina, BiH)
Stojkovići su naseljeno mjesto u općini Foči-Ustikolini, FBiH, BiH. 
Godine 1961. popisano je pod imenom Stojakovići. Godine 1962. pripojena su mu naselja Jamići i Tahuljići koja su ukinuta (Sl.list NRBiH, br.47/62).

## Stanovništvo
| Narod     | Popis 1961. | Popis 1971. | Popis 1981. | Popis 1991. |
| --------- | ----------- | ----------- | ----------- | ----------- |
| Hrvati    |             |             |             |             |
| Muslimani |             | 74          | 76          | 46          |
| Srbi      | 176         | 207         | 145         | 64          |
| ostali    |             | 2           |             | 1           |
| Ukupno    | 176         | 283         | 226         | 111         |